# 하노버 스트리트
《하노버 스트리트》(Hanover Street)는 영국에서 제작된 피터 하이암스 감독의 1979년 드라마, 액션, 모험, 멜로/로맨스 영화이다. 해리슨 포드 등이 주연으로 출연하였고 폴 라자러스 3세 등이 제작에 참여하였다.

## 출연

### 주연
- 해리슨 포드
- 레슬리 앤 다운
- 크리스토퍼 플러머

### 조연
- 알렉 맥코웬
- 리처드 마저
- 마이클 삭스

## 기타
- 협력프로듀서: 해리 벤
- 협력프로듀서: 마이클 I. 라크밀
- 미술: 필립 해리슨
- 의상: 조안 브릿지
- 배역: 메리 셀웨이